# 泰赛尔
泰赛尔是德国巴伐利亚州的一个市镇。总面积21.40平方公里，总人口1231人，其中男性634人，女性597人（2011年12月31日），人口密度58人/平方公里。